# Campionati del mondo di atletica leggera 2017 - Staffetta 4×100 metri femminile
Le gare della staffetta 4×100 metri femminile si sono svolte il 12 agosto 2017.

## Podio
| Pos.    | Nazione                                                                                     | Tempo |
| ------- | ------------------------------------------------------------------------------------------- | ----- |
| Oro     | Stati Uniti Aaliyah Brown, Allyson Felix, Morolake Akinosun, Tori Bowie, Ariana Washington* | 41"82 |
| Argento | Gran Bretagna Asha Philip, Desiree Henry, Dina Asher-Smith, Daryll Neita                    | 42"12 |
| Bronzo  | Giamaica Jura Levy, Natasha Morrison, Simone Facey, Sashalee Forbes, Christania Williams*   | 42"19 |

## Situazione pre-gara

### Record
Prima di questa competizione, il record del mondo (WR) e il record dei campionati (CR) erano i seguenti.
| Record                | Prestazione | Atleta                                                                                       | Data                               | Competizione               |
| --------------------- | ----------- | -------------------------------------------------------------------------------------------- | ---------------------------------- | -------------------------- |
| Record mondiale       | 40"82       | Stati Uniti Tianna Madison, Allyson Felix, Bianca Knight, Carmelita Jeter                    | 10 agosto 2012 Londra, Regno Unito | Giochi della XXX Olimpiade |
| Record dei campionati | 41"07       | Giamaica Veronica Campbell-Brown, Natasha Morrison, Elaine Thompson, Shelly-Ann Fraser-Pryce | 29 agosto 2015 Pechino, Cina       | Campionati del mondo 2015  |

### Campioni in carica
I campioni in carica, a livello mondiale e olimpico, erano:
| Campione | Atleta                                                                                       | Prestazione | Data                                   | Competizione               |
| -------- | -------------------------------------------------------------------------------------------- | ----------- | -------------------------------------- | -------------------------- |
| Olimpico | Stati Uniti Tianna Bartoletta, Allyson Felix, English Gardner, Tori Bowie                    | 41"01       | 19 agosto 2016 Rio de Janeiro, Brasile | Giochi della XXX Olimpiade |
| Mondiale | Giamaica Veronica Campbell-Brown, Natasha Morrison, Elaine Thompson, Shelly-Ann Fraser-Pryce | 41"07       | 29 agosto 2015 Pechino, Cina           | Campionati del mondo 2015  |

## Risultati

### Batterie
Le batterie di qualificazione si sono tenute il 12 agosto 2017, suddivise in due turni:
| Batteria           | 1     | 2     |
| ------------------ | ----- | ----- |
| Orario di partenza | 10:35 | 10:44 |
| Foto finish        |       |       |

Qualificazione: i primi tre di ogni serie (Q) e i due tempi migliori tra gli esclusi (q) si qualificano alle finali.
| Pos. | Batteria | Corsia | Nazione           | Atleti                                                                         | Tempo | Note                                     |
| ---- | -------- | ------ | ----------------- | ------------------------------------------------------------------------------ | ----- | ---------------------------------------- |
| 1    | 1        | 4      | Stati Uniti       | Aaliyah Brown, Allyson Felix, Morolake Akinosun, Ariana Washington             | 41"84 | Q,                                       |
| 2    | 1        | 5      | Gran Bretagna     | Asha Philip, Desiree Henry, Dina Asher-Smith, Daryll Neita                     | 41"93 | Q,                                       |
| 3    | 2        | 6      | Germania          | Tatjana Pinto, Lisa Mayer, Gina Lückenkemper, Rebekka Haase                    | 42"34 | Q                                        |
| 4    | 1        | 9      | Svizzera          | Ajla Del Ponte, Sarah Atcho, Mujinga Kambundji, Salomé Kora                    | 42"50 | Q,                                       |
| 5    | 2        | 5      | Giamaica          | Christania Williams, Natasha Morrison, Jura Levy, Sashalee Forbes              | 42"50 | Q                                        |
| 6    | 1        | 8      | Paesi Bassi       | Madiea Ghafoor, Dafne Schippers, Naomi Sedney, Jamile Samuel                   | 42"64 | q,                                       |
| 7    | 2        | 9      | Brasile           | Franciela Krasucki, Ana Cláudia Lemos, Vitória Cristina Rosa, Rosângela Santos | 42"77 | Q,                                       |
| 8    | 2        | 2      | Trinidad e Tobago | Kelly-Ann Baptiste, Michelle-Lee Ahye, Semoy Hackett, Khalifa St. Fort         | 42"91 | q,                                       |
| 9    | 1        | 7      | Francia           | Orlann Ombissa-Dzangue, Ayodelé Ikuesan, Maroussia Paré, Carolle Zahi          | 42"92 | Miglior prestazione personale stagionale |
| 10   | 1        | 6      | Ghana             | Flings Owusu-Agyapong, Gemma Acheampong, Akua Obeng-Akrofi, Janet Amponsah     | 43"68 | Miglior prestazione personale stagionale |
| 11   | 2        | 4      | Ucraina           | Alina Kalistratova, Yelyzaveta Bryzhina, Yana Kachur, Hanna Plotitsyna         | 43"77 |                                          |
| 12   | 1        | 3      | Ecuador           | Yuliana Angulo, Narcisa Landazuri, Romina Cifuentes, Ángela Tenorio            | 43"94 | Miglior prestazione personale stagionale |
| 13   | 2        | 8      | Kazakistan        | Rima Kashafutdinova, Viktoriya Zyabkina, Svetlana Golendova, Olga Safronova    | 45"47 |                                          |
|      | 2        | 3      | Bahamas           | Devynne Charlton, Carmiesha Cox, Jenae Ambrose, Tynia Gaither                  | dnf   |                                          |
|      | 2        | 7      | Cina              | Tao Yujia, Wei Yongli, Ge Manqi, Liang Xiaojing                                | dq    | R 170.7                                  |
|      | 1        | 2      | Nigeria           |                                                                                | dns   |                                          |

### Finale
La finale si è svolta il 12 agosto 2017 alle ore 20:05.
| Pos. | Corsia | Nazione           | Atleti                                                                         | Tempo | Note                                     |
| ---- | ------ | ----------------- | ------------------------------------------------------------------------------ | ----- | ---------------------------------------- |
|      | 4      | Stati Uniti       | Aaliyah Brown, Allyson Felix, Morolake Akinosun, Tori Bowie                    | 41"82 | Miglior prestazione mondiale stagionale  |
|      | 5      | Gran Bretagna     | Asha Philip, Desiree Henry, Dina Asher-Smith, Daryll Neita                     | 42"12 |                                          |
|      | 7      | Giamaica          | Jura Levy, Natasha Morrison, Simone Facey, Sashalee Forbes                     | 42"19 | Miglior prestazione personale stagionale |
| 4    | 6      | Germania          | Tatjana Pinto, Lisa Mayer, Gina Lückenkemper, Rebekka Haase                    | 42"36 |                                          |
| 5    | 9      | Svizzera          | Ajla Del Ponte, Sarah Atcho, Mujinga Kambundji, Salomé Kora                    | 42"51 |                                          |
| 6    | 3      | Trinidad e Tobago | Semoy Hackett, Michelle-Lee Ahye, Khalifa St. Fort, Kelly-Ann Baptiste         | 42"62 | Miglior prestazione personale stagionale |
| 7    | 8      | Brasile           | Franciela Krasucki, Ana Cláudia Lemos, Vitória Cristina Rosa, Rosângela Santos | 42"63 | Miglior prestazione personale stagionale |
| 8    | 2      | Paesi Bassi       | Tessa van Schagen, Dafne Schippers, Naomi Sedney, Jamile Samuel                | 43"07 |                                          |